# NRJ Music Award
Gli NRJ Music Awards sono una manifestazione nata nel 2000 e organizzata dalla stazione radio francese NRJ, in collaborazione con la rete televisiva TF1. L'evento ha luogo ogni anno a metà gennaio a Cannes (Francia) come apertura del MIDEM (Marché international de l'édition musicale). In questa manifestazione, vengo premiati i musicisti più popolari, di diverse categorie.

## Categorie
I premi nelle seguenti categorie, vengono assegnati ai musicisti ogni anno:
- Rivelazione francofona dell'anno (Révélation francophone de l'année)
- Rivelazione internazionale dell'anno (Révélation internationale de l'année)
- Artista maschile francofono dell'anno (Artiste masculin francophone de l'année)
- Artista maschile internazionale dell'anno (Artiste masculin international de l'année)
- Artista femminile francofona dell'anno (Artiste féminine francophone de l'année)
- Artista femminile internazionale dell'anno (Artiste féminine internationale de l'année)
- Canzone francofona dell'anno (Chanson francophone de l'année)
- Canzone internazionale dell'anno (Chanson internationale de l'année)
- Album francofono dell'anno (Album francophone de l'année)
- Album internazionale dell'anno (Album international de l'année)
- Duo/gruppo francofono dell'anno (Groupe/duo francophone de l'année)
- Duo/gruppo internazionale dell'anno (Groupe/duo international de l'année)
- Videoclip dell'anno (Clip de l'année)

La NRJ sceglie 5 nominati in ogni categoria, e li sottopone ad una votazione online sul loro sito web. Successivamente, i vincitori sono determinati da un sistema in cui il pubblico detiene il 75% della decisione, e una giuria istituita da NRJ e da TF1 che ne detengono il 25%.

## Vincitori

### 2024 – Ventiseiesima edizione
- Rivelazione francofona dell’anno: Pierre Garnier
- Rivelazione internazionale dell’anno: Benson Boone
- Artista femminile francofona dell’anno: Vitaa
- Artista femminile internazionale dell’anno: Taylor Swift
- Artista maschile francofono dell'anno: Slimane
- Artista maschile internazionale dell’anno: The Weeknd
- Duo/gruppo francofono dell’anno: Indochine
- Duo/gruppo internazionale dell’anno: Coldplay
- Canzone francofona dell’anno: Pierre Garnier – Ceux qu'on était
- Canzone internazionale dell’anno: Benson Boone – Beautiful Things
- Collaborazione francofona dell’anno: Dadju e Tayc – I Love You
- Collaborazione internazionale dell'anno: Lady Gaga feat. Bruno Mars – Die with a Smile
- Social Hit: Jungeli feat. Imen Es, Alonzo, Abou Debeing e Lossa – Petit génie
- DJ dell'anno: David Guetta
- Concerto dell'anno: Bigflo & Oli
- Canzone più trasmessa dell’anno: Teddy Swims – Lose Control
- Tournée francese dell’anno all’estero: Justice

### 2023 – Venticinquesima edizione
- Rivelazione francofona dell’anno: Nuit Incolore
- Rivelazione internazionale dell’anno: Loreen
- Artista femminile francofona dell’anno: Vitaa
- Artista femminile internazionale dell’anno: Dua Lipa
- Artista maschile francofono dell'anno: Slimane
- Artista maschile internazionale dell’anno: Ed Sheeran
- Duo/gruppo francofono dell’anno: Bigflo & Oli
- Duo/gruppo internazionale dell’anno: Imagine Dragons
- Canzone francofona dell’anno: Louane – Secret
- Canzone internazionale dell’anno: Miley Cyrus – Flowers
- Videoclip francofono dell'anno: Bigflo & Oli – Dernière
- Videoclip internazionale dell'anno: Miley Cyrus – Flowers
- DJ dell'anno: David Guetta
- NRJ Award d'Onore: Diddy, Måneskin

### 2022 – Ventiquattresima edizione
- Rivelazione francofona dell’anno: Lujipeka
- Rivelazione internazionale dell’anno: Sofia Carson
- Artista femminile francofona dell’anno: Angèle
- Artista femminile internazionale dell’anno: Lady Gaga
- Artista maschile francofono dell'anno: Orelsan
- Artista maschile internazionale dell’anno: Ed Sheeran
- Duo/gruppo francofono dell’anno: Bigflo & Oli
- Duo/gruppo internazionale dell’anno: Imagine Dragons
- Canzone francofona dell’anno: M. Pokora – Qui on est
- Canzone internazionale dell’anno: Harry Styles – As It Was
- Videoclip francofono dell'anno: Bigflo & Oli feat. Julien Doré – Coup de vieux
- DJ dell'anno: David Guetta
- NRJ Award d'Onore: Jenifer, Renaud

### 2021 – Ventitreesima edizione
- Rivelazione francofona dell’anno: Naps
- Rivelazione internazionale dell’anno: Olivia Rodrigo
- Artista femminile francofona dell’anno: Eva Queen
- Artista femminile internazionale dell’anno: Dua Lipa
- Artista maschile francofono dell'anno: Dadju
- Artista maschile internazionale dell’anno: Ed Sheeran
- Duo/gruppo francofono dell’anno: Vitaa & Slimane
- Duo/gruppo internazionale dell’anno: Coldplay
- Canzone francofona dell’anno: Kendji Girac – Évidemment
- Canzone internazionale dell’anno: Ed Sheeran – Bad Habits
- Videoclip dell'anno: Vitaa & Slimane – De l'or
- DJ dell'anno: DJ Snake
- NRJ Award d'Onore: Imagine Dragons

### 2020 – Ventiduesima edizione
- Rivelazione francofona dell’anno: Squeezie
- Rivelazione internazionale dell’anno: Doja Cat
- Artista femminile francofona dell’anno: Aya Nakamura
- Artista femminile internazionale dell’anno: Dua Lipa
- Artista maschile francofono dell'anno: Dadju
- Artista maschile internazionale dell’anno: The Weeknd
- Duo/gruppo francofono dell’anno: Vitaa & Slimane
- Duo/gruppo internazionale dell’anno: BTS
- Canzone francofona dell’anno: Vitaa e Slimane – Avant voi
- Canzone internazionale dell’anno: Master KG feat. Nomcebo Zikode – Jerusalema
- Videoclip dell'anno: Vitaa & Slimane – Ça ira
- DJ dell'anno: DJ Snake
- NRJ Award d'Onore: Mariah Carey, Indochine, Gims e Elton John

### 2019 – Ventunesima edizione
- Rivelazione francofona dell’anno: Bilal Hassani
- Rivelazione internazionale dell’anno: Billie Eilish
- Artista femminile francofona dell’anno: Angèle
- Artista femminile internazionale dell’anno: Ariana Grande
- Artista maschile francofono dell'anno: M. Pokora
- Artista maschile internazionale dell’anno: Ed Sheeran
- Duo/gruppo francofono dell’anno: Bigflo et Oli
- Duo/gruppo internazionale dell’anno: Lady Gaga & Bradley Cooper
- Canzone francofona dell’anno: Angèle feat. Roméo Elvis – Tout oublier
- Canzone internazionale dell’anno: Shawn Mendes e Camila Cabello – Señorita
- Videoclip dell'anno: Bigflo et Oli – Promesses
- DJ dell'anno: DJ Snake
- NRJ Award d'Onore: Jonas Brothers

### 2018 – Ventesima edizione
- Rivelazione francofona dell’anno: Dadju
- Rivelazione internazionale dell’anno: Camila Cabello
- Artista femminile francofona dell’anno: Jain
- Artista femminile internazionale dell’anno: Selena Gomez
- Artista maschile francofono dell'anno: Soprano
- Artista maschile internazionale dell’anno: Ed Sheeran
- Duo/gruppo francofono dell’anno: Bigflo et Oli
- Duo/gruppo internazionale dell’anno: Imagine Dragons
- Canzone francofona dell’anno: Amir Haddad – On dirait
- Canzone internazionale dell’anno: Maroon 5 – Girls Like You
- Videoclip dell'anno: Bigflo et Oli – Demain
- DJ dell'anno: DJ Snake
- NRJ Award d'Onore: Shawn Mendes, Dua Lipa, Muse

### 2017 – Diciannovesima edizione
- Rivelazione francofona dell’anno: Lisandro Cuxi
- Rivelazione internazionale dell’anno: Rag'n'Bone Man
- Artista femminile francofona dell’anno: Louane
- Artista femminile internazionale dell’anno: Ariana Grande
- Artista maschile francofono dell'anno: Soprano
- Artista maschile internazionale dell’anno: Ed Sheeran
- Duo/gruppo francofono dell’anno: Bigflo et Oli
- Duo/gruppo internazionale dell’anno: Imagine Dragons
- Canzone francofona dell’anno: Kendji Girac – Pour oublier
- Canzone internazionale dell’anno: Luis Fonsi & Daddy Yankee feat. Justin Bieber – Despacito
- Videoclip dell'anno: Ed Sheeran – Shape of You
- DJ dell'anno: Kungs
- NRJ Award d'Onore: Indochine, U2, Ed Sheeran, The Weeknd

### 2016 – Diciottesima edizione
- Rivelazione francofona dell’anno: Amir Haddad
- Rivelazione internazionale dell’anno: Twenty One Pilots
- Artista femminile francofona dell’anno: Tal
- Artista femminile internazionale dell’anno: Sia
- Artista maschile francofono dell'anno: Soprano
- Artista maschile internazionale dell’anno: Justin Bieber
- Duo/gruppo francofono dell’anno: Fréro Delavega
- Duo/gruppo internazionale dell’anno: Coldplay
- Canzone francofona dell’anno: Amir Haddad – J'ai cherché
- Canzone internazionale dell’anno: Justin Bieber – Love Yourself
- Videoclip dell'anno: Christophe Maé – Il est où le bonheur ?
- Canzone più ascoltata dell'anno: Coldplay – Hymn for the Weekend
- DJ dell'anno: David Guetta
- NRJ Award d'Onore: Bruno Mars e Enrique Iglesias

### 2015 – Diciassettesima edizione
- Rivelazione francofona dell’anno: Louane
- Rivelazione internazionale dell’anno: Ellie Goulding
- Artista femminile francofona dell’anno: Shy'm
- Artista femminile internazionale dell’anno: Taylor Swift
- Artista maschile francofono dell'anno: M. Pokora
- Artista maschile internazionale dell’anno: Ed Sheeran
- Duo/gruppo francofono dell’anno: Fréro Delavega
- Duo/gruppo internazionale dell’anno: Maroon 5
- Canzone francofona dell’anno: Kendji Girac – Conmigo
- Canzone internazionale dell’anno: Wiz Khalifa feat. Charlie Puth – See You Again
- Videoclip dell'anno: Taylor Swift – Bad Blood
- DJ dell'anno: David Guetta
- NRJ Award d'Onore: Adele, Charles Aznavour, Justin Bieber e Sting

### 2014 – Sedicesima edizione
- Rivelazione francofona dell’anno: Kendji Girac
- Rivelazione internazionale dell’anno: Ariana Grande
- Artista femminile francofona dell’anno: Tal
- Artista femminile internazionale dell’anno: Sia
- Artista maschile internazionale dell’anno: Pharrell Williams
- Duo/gruppo francofono dell’anno: Daft Punk
- Duo/gruppo internazionale dell’anno: One Direction
- Canzone francofona dell’anno: Kendji Girac – Color Gitano
- Canzone internazionale dell’anno: Sia – Chandelier
- Videoclip dell'anno: Black M – Mme Pavoshko
- NRJ Award d'Onore: Stromae e Lenny Kravitz

### 2013 – Quindicesima edizione
- Rivelazione francofona dell’anno: Louis Delort
- Rivelazione internazionale dell’anno: James Arthur
- Artista femminile francofona dell’anno: Tal
- Artista femminile internazionale dell’anno: Katy Perry
- Artista maschile francofono dell'anno: Stromae
- Artista maschile internazionale dell’anno: Pharrell Williams
- Duo/gruppo francofono dell’anno: Sexion d'Assaut
- Duo/gruppo internazionale dell’anno: One Direction
- Canzone francofona dell’anno: Stromae – Formidable
- Canzone internazionale dell’anno: Katy Perry – Roar
- Videoclip dell'anno: Psy – Gangnam Style
- NRJ Award d'Onore: Johnny Hallyday, Patrick Bruel e Psy

### 2013 – Quattordicesima edizione
- Rivelazione francofona dell’anno: Tal
- Rivelazione internazionale dell’anno: Carly Rae Jepsen
- Artista femminile francofona dell’anno: Shy'm
- Artista femminile internazionale dell’anno: Rihanna
- Artista maschile francofono dell'anno: M. Pokora
- Artista maschile internazionale dell’anno: Bruno Mars
- Duo/gruppo francofono dell’anno: Sexion d'Assaut
- Duo/gruppo internazionale dell’anno: One Direction
- Canzone francofona dell’anno: Sexion d'Assaut – Avant qu'elle parte
- Canzone internazionale dell’anno: Psy – Gangnam Style
- Videoclip dell'anno: Psy – Gangnam Style
- NRJ Award d'Onore: Johnny Hallyday, Patrick Bruel e Psy

### 2012 – Tredicesima edizione
- NRJ Award of Diamond: Mylène Farmer
- NRJ Award Onore: Justin Bieber
- NRJ Award Onore: Shakira
- Rivelazione francofona dell’anno: Keen'V
- Rivelazione internazionale dell’anno: Adele
- Artista femminile francofona dell’anno: Shy'm
- Artista femminile internazionale dell’anno: Rihanna
- Artista maschile francofono dell’anno: M. Pokora
- Artista maschile internazionale dell’anno: Mika
- Duo/gruppo francofono dell’anno: Simple Plan
- Duo/gruppo internazionale dell’anno: LMFAO
- Canzone francofona dell’anno: M. Pokora – À nos actes manqués
- Canzone internazionale dell’anno: Adele – Someone like You
- Album dell'anno: Nolwenn Leroy – Bretonne
- Videoclip dell’anno: LMFAO feat. Lauren Bennett & GoonRock – Party Rock Anthem

### 2011 – Dodicesima edizione
- Rivelazione francofona dell’anno: Joyce Jonathan
- Rivelazione internazionale dell’anno: Justin Bieber
- Artista femminile francofona dell’anno: Jenifer
- Artista femminile internazionale dell’anno: Shakira
- Artista maschile francofono dell’anno: M. Pokora
- Artista maschile internazionale dell’anno: Usher
- Duo/gruppo francofono dell’anno: Justin Nozuka & Zaho
- Duo/gruppo internazionale dell’anno: The Black Eyed Peas
- Canzone francofona dell’anno: M. Pokora – Juste une photo de toi
- Canzone internazionale dell’anno: Shakira – Waka Waka (This Time for Africa)
- Concerto dell'anno: The Black Eyed Peas
- Videoclip dell’anno: Lady Gaga feat. Beyoncé – Telephone
- Hit dell'anno: Flo Rida feat. David Guetta – Club Can't Handle Me
- NRJ Award Onore alla carriera: David Guetta

### 2010 – Undicesima edizione
- Rivelazione francofona dell’anno: Florent Mothe
- Rivelazione internazionale dell’anno: Lady Gaga
- Artista femminile francofona dell’anno: Sofia Essaïdi
- Artista femminile internazionale dell’anno: Rihanna
- Artista maschile francofono dell’anno: Christophe Willem
- Artista maschile internazionale dell’anno: Robbie Williams
- Duo/gruppo francofono dell’anno: Mozart l'Opéra Rock
- Duo/gruppo internazionale dell’anno: Tokio Hotel
- Canzone francofona dell’anno: L'Assasymphonie - Florent Mothe (Mozart l'Opéra Rock)
- Canzone internazionale dell’anno: I Gotta Feeling - The Black Eyed Peas
- Album francofono dell’anno: Caféine - Christophe Willem
- Album internazionale dell’anno: One Love - David Guetta
- Canzone più scaricata in Francia: Ça m'énerve - Helmut Fritz
- NRJ Award d'Onore: Robbie Williams e Beyoncé

### 2009 – Decima edizione
- Rivelazione francofona dell’anno: Zaho
- Rivelazione internazionale dell’anno: Jonas Brothers
- Artista femminile francofona dell’anno: Jenifer
- Artista femminile internazionale dell’anno: Britney Spears
- Artista maschile francofono dell’anno: Christophe Maé
- Artista maschile internazionale dell’anno: Enrique Iglesias
- Duo/gruppo francofono dell’anno: Cléopâtre
- Duo/gruppo internazionale dell’anno: Pussycat Dolls
- Canzone internazionale dell’anno: Rihanna – Disturbia
- Album francofono dell’anno: Mylène Farmer - Point de suture
- Album internazionale dell’anno: Katy Perry – One of the Boys
- Canzone francofona dell’anno: Christophe Maé – Belle Demoiselle
- Videoclip dell’anno: Britney Spears – Womanizer
- NRJ Award Onore alla carriera: Coldplay

### 2008 – Nona edizione
- Rivelazione francofona dell’anno: Christophe Willem
- Rivelazione internazionale dell’anno: Mika
- Artista femminile francofona dell’anno: Jenifer
- Artista femminile internazionale dell’anno: Avril Lavigne
- Artista maschile francofono dell’anno: Christophe Maé
- Artista maschile internazionale dell’anno: Justin Timberlake
- Duo/gruppo francofono dell’anno: Superbus
- Duo/gruppo internazionale dell’anno: Tokio Hotel
- Canzone internazionale dell’anno: Rihanna – Don't Stop the Music
- Album francofono dell’anno: Christophe Willem – Inventaire
- Album internazionale dell’anno: Britney Spears – Blackout
- Canzone francofona dell’anno: Christophe Maé – On s'attache
- Videoclip dell’anno: Fatal Bazooka – Parle à ma main
- NRJ Award d'Onore: Céline Dion, Michael Jackson, e Kylie Minogue

### 2007 – Ottava edizione
- Rivelazione francofona dell’anno: Christophe Maé
- Rivelazione internazionale dell’anno: Nelly Furtado
- Artista femminile francofona dell’anno: Diam's
- Artista femminile internazionale dell’anno: Christina Aguilera
- Artista maschile francofono dell’anno: M. Pokora
- Artista maschile internazionale dell’anno: Justin Timberlake
- Duo/gruppo francofono dell’anno: Le Roi Soleil
- Duo/gruppo internazionale dell’anno: Evanescence
- Canzone internazionale dell’anno: Rihanna – Unfaithful
- Album francofono dell’anno: Diam's – Dans ma bulle
- Album internazionale dell’anno: Christina Aguilera – Back to Basics
- Canzone francofona dell’anno: Diam's – La Boulette
- Videoclip dell’anno: M. Pokora – De retour
- DJ dell'anno: Bob Sinclar

### 2006 – Settima edizione
- Rivelazione francofona dell’anno: Grégory Lemarchal
- Rivelazione internazionale dell’anno: James Blunt
- Artista maschile francofono dell’anno: Raphaël
- Artista maschile internazionale dell’anno: Robbie Williams
- Artista femminile francofona dell’anno: Jenifer
- Artista femminile internazionale dell’anno: Madonna
- Canzone francofona dell’anno: M. Pokora – Elle me contrôle
- Canzone internazionale dell’anno: Shakira – La tortura
- Album francofono dell’anno: Mylène Farmer – Avant que l'ombre...
- Album internazionale dell’anno: Black Eyed Peas – Monkey Business
- Duo/gruppo francofono dell’anno: Le Roi Soleil
- Duo/gruppo internazionale dell’anno: The Black Eyed Peas
- Videoclip dell’anno: M. Pokora – Elle me contrôle
- NRJ Award Onore alla carriera: Bob Geldof

### 2005 – Sesta edizione
- Rivelazione francofona dell’anno: Emma Daumas
- Rivelazione internazionale dell’anno: Maroon 5
- Artista maschile francofono dell’anno: Roch Voisine
- Artista maschile internazionale dell’anno: Usher
- Artista femminile francofona dell’anno: Jenifer
- Artista femminile internazionale dell’anno: Avril Lavigne
- Canzone francofona dell’anno: K.Maro – Femme Like U
- Canzone internazionale dell’anno: Maroon 5 – This Love
- Album francofono dell’anno: Jenifer – Le Passage
- Album internazionale dell’anno: The Black Eyed Peas – Elephunk
- Duo/gruppo francofono dell’anno: Calogero & Passi
- International Group/Duo of the Year: Placebo
- Videoclip dell’anno: Corneille – Parce qu'on vient de loin
- NRJ Award Onore alla carriera: U2

### 2004 – Quinta edizione
- Rivelazione francofona dell’anno: Nolwenn Leroy
- Rivelazione internazionale dell’anno: Evanescence
- Artista maschile francofono dell’anno: Calogero
- Artista maschile internazionale dell’anno: Justin Timberlake
- Artista femminile francofona dell’anno: Jenifer
- Artista femminile internazionale dell’anno: Dido
- Canzone francofona dell’anno: Kyo – Le Chemin
- Canzone internazionale dell’anno: Elton John & Blue – Sorry Seems to Be the Hardest Word
- Album francofono dell’anno: Kyo – Le Chemin
- Album internazionale dell’anno: Dido – Life for Rent
- Duo/gruppo francofono dell’anno: Kyo
- International Group/Duo of the Year: Good Charlotte
- Sito web musicale dell'anno: Kyo
- NRJ Award Onore alla carriera: Madonna

### 2003 – Quarta edizione
- Rivelazione francofona dell’anno: Jenifer
- Rivelazione internazionale dell’anno: Las Ketchup
- Artista maschile francofono dell’anno: Gérald de Palmas
- Artista maschile internazionale dell’anno: Billy Crawford
- Artista femminile francofona dell’anno: Mylène Farmer
- Artista femminile internazionale dell’anno: Shakira
- Canzone francofona dell’anno: Renaud & Axelle Red – Manhattan-Kaboul
- Canzone internazionale dell’anno: Shakira – Whenever, Wherever
- Album francofono dell’anno: Indochine – Paradize
- Album internazionale dell’anno: Shakira – Laundry Service
- Duo/gruppo francofono dell’anno: Renaud & Axelle Red
- International Group/Duo of the Year: The Calling
- Sito web musicale dell'anno: Jennifer Lopez
- NRJ Award Onore alla carriera: Phil Collins

### 2002 – Terza edizione
- Rivelazione francofona dell’anno: Ève Angeli
- Rivelazione internazionale dell’anno: Dido
- Artista maschile francofono dell’anno: Garou
- Artista maschile internazionale dell’anno: Michael Jackson
- Artista femminile francofona dell’anno: Mylène Farmer
- Artista femminile internazionale dell’anno: Jennifer Lopez
- Canzone francofona dell’anno: Axel Bauer & Zazie – À ma place
- Canzone internazionale dell’anno: Geri Halliwell – It's Raining Men
- Album francofono dell’anno: Gérald de Palmas – Marcher dans le sable
- Album internazionale dell’anno: Dido – No Angel
- Duo/gruppo francofono dell’anno: Garou & Céline Dion
- Duo/gruppo internazionale dell'anno: Destiny's Child
- Sito web musicale dell'anno: Garou
- Nuovo arrivato dell'anno: Billy Crawford

### 2001 – Seconda edizione
- Rivelazione francofona dell’anno: Alizée
- Rivelazione internazionale dell’anno: Anastacia
- Artista maschile francofono dell’anno: Pascal Obispo
- Artista maschile internazionale dell’anno: Moby
- Artista femminile francofona dell’anno: Mylène Farmer
- Artista femminile internazionale dell’anno: Madonna
- Canzone francofona dell’anno: Roméo & Juliette – Les Rois du monde
- Canzone internazionale dell’anno: Anastacia – I'm Outta Love
- Album francofono dell’anno: Hélène Ségara – Au nom d'une femme
- Album internazionale dell’anno: Madonna – Music
- Duo/gruppo francofono dell’anno: Les Dix Commeements
- Duo/gruppo internazionale dell'anno: The Corrs
- Sito web musicale dell'anno: Alizée

### 2000 – Prima edizione
- Rivelazione francofona dell'anno: Hélène Ségara
- Rivelazione internazionale dell’anno: Tina Arena
- Artista maschile francofono dell’anno: David Hallyday
- Artista maschile internazionale dell’anno: Will Smith
- Artista femminile francofona dell’anno: Mylène Farmer
- Artista femminile internazionale dell’anno: Mariah Carey
- Canzone francofona dell’anno: Zebda – Tomber la chemise
- Canzone internazionale dell’anno: Lou Bega – Mambo No. 5
- Album francofono dell’anno: Mylène Farmer – Innamoramento
- Album internazionale dell’anno: Whitney Houston – My Love Is Your Love
- Duo/gruppo francofono dell’anno: Zebda
- Duo/gruppo internazionale dell'anno: Texas
- Sito web musicale dell'anno: Indochine
- Miglior concerto dell'anno: Mylène Farmer